# Apance
Apance – rzeka we Francji, przepływająca przez tereny departamentów Wogezy oraz Górna Marna, o długości 34,4 km. Stanowi dopływ rzeki Petite-Saône.